# Sander lucioperca
La lucioperca (Sander lucioperca) es una especie de pez que está muy emparentada con la perca. 

## Características

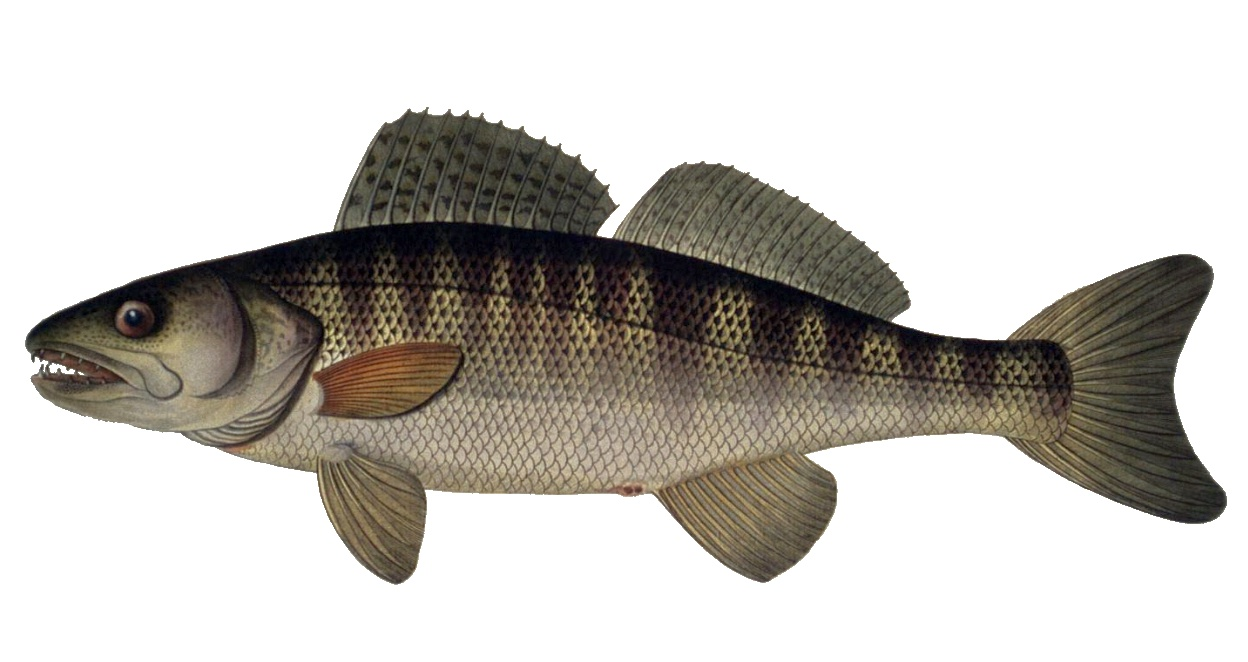
Grabado del.

Es de cuerpo oblongo y comprimido con una cabeza grande. Sus ojos son grandes y su boca pequeña. Tiene doble aleta dorsal con la primera arnada con pinchos: la aleta caudal es homocerca y la anal con pinchos.
Su color es verdoso en el lomo, el vientre es plateado y tiene flancos con estrías y reflejos de color rosado.
Su tamaño va de 25 a 70 cm con un máximo de 120 cm.
Come larvas, invertebrados, insectos acuáticos, gusanos, renacuajos, batracios, peces de tamaño entre 5 y 25 cm.
En verano sube a la superficie y en invierno baja a lugares más profundos.
Freza de mayo a junio en orillas en hoyos planos.

## Carácter invasor en España
Debido a su potencial colonizador y constituir una amenaza grave para las especies autóctonas, los hábitats o los ecosistemas, esta especie ha sido incluida en el Catálogo Español de Especies Exóticas Invasoras, aprobado por Real Decreto 630/2013, de 2 de agosto, estando prohibida en España su introducción en el medio natural, posesión, transporte, tráfico y comercio.

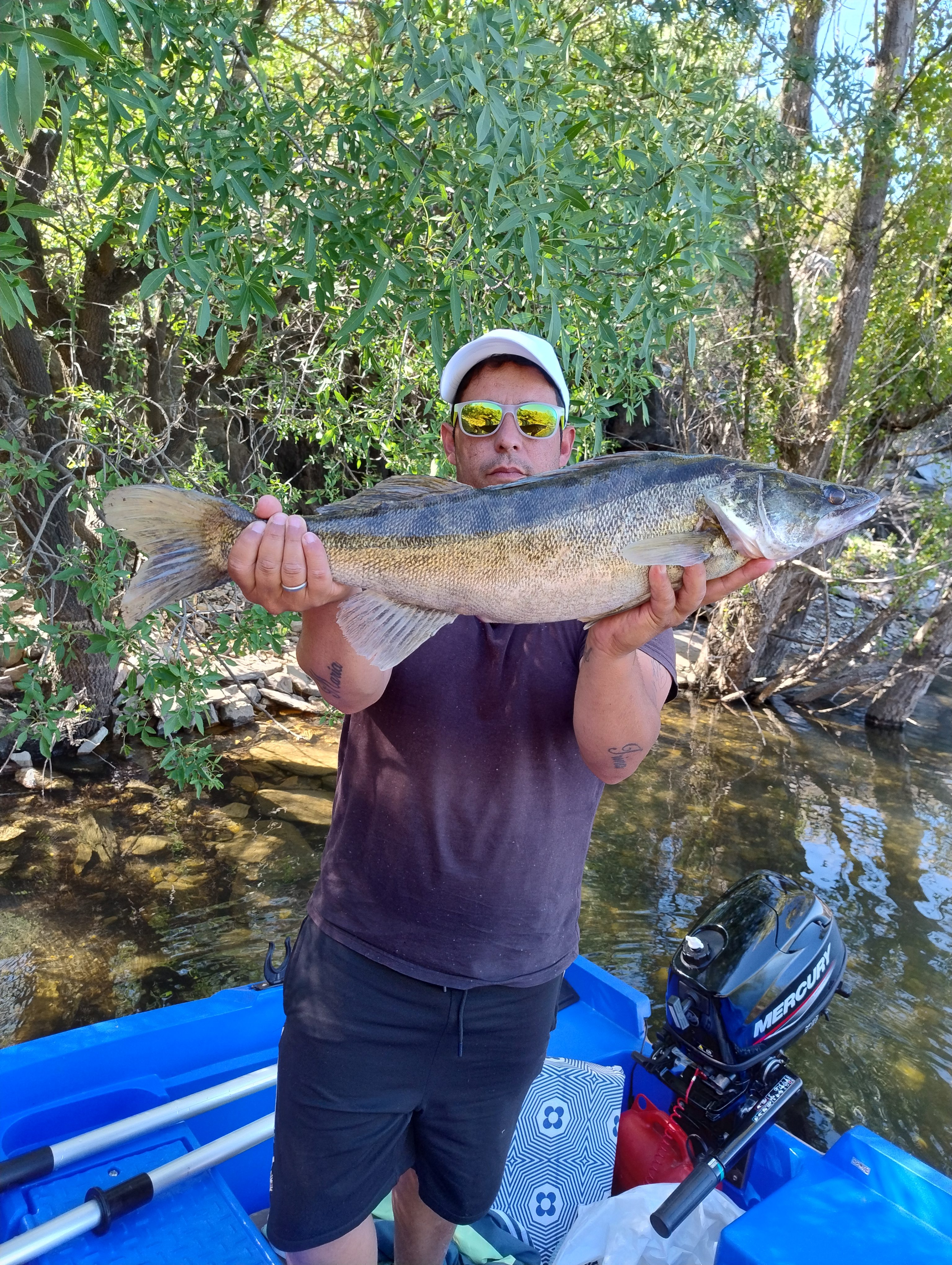

## Pesca del lucioperca

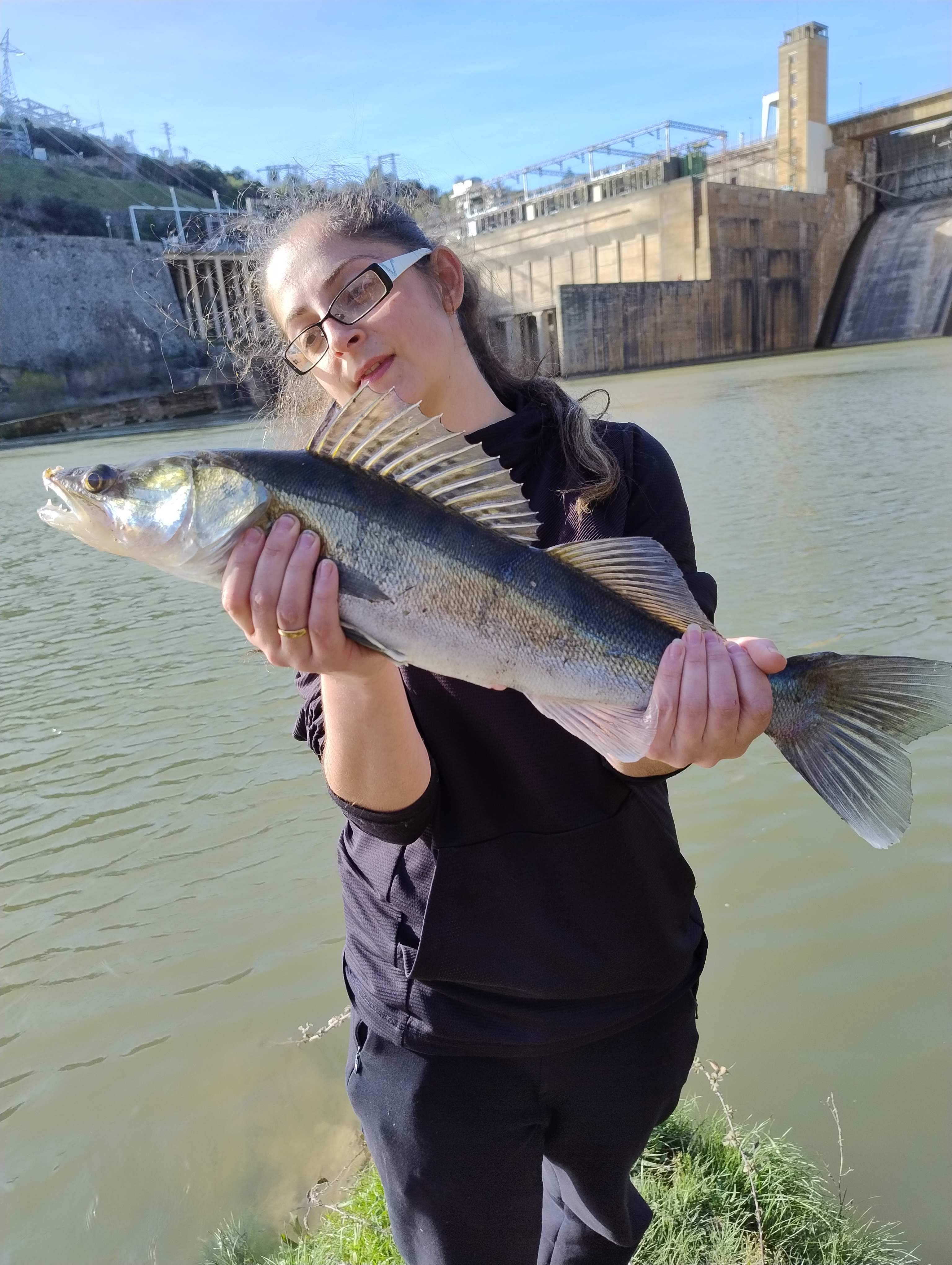
pesca

La pesca de lucioperca no es complicada, les gusta los señuelos de vinilo, rapalas, cucharillas, etc. Pican fácilmente con casi cualquier tipo de señuelo. Los primeros tirones son fuertes, luego ya salen solas. Hay que tener en cuenta que cuando están a mucha profundidad hay que subirlas despacio, ya que por la descompresión puede que la vejiga se les hinche y el pez muera. Para una pesca más eficaz, el señuelo se debe recoger lentamente y con paradas.